# Иверская гора
Иверская гора́ (груз. ივერიის მთა) — гора в Абхазии в Новом Афоне. Высота горы составляет 344 м. На вершине горы находятся развалины Анакопийской крепости, в недрах горы находится Новоафонская пещера. По преданию, в древности на этой горе была явлена икона Пресвятой Богородицы Анакопийской. С вершины Иверской горы открывается обширный вид на черноморское побережье: от мыса Пицунда до города Сухум.
По состоянию на 2024 год вход на гору платный - 300 руб, а проезд на автотранспорте разрешен до площадки перед кассой.
Дорога на вершину, достаточно хорошая, серпантинного типа и занимает около часа, расстояние составляет 3 км.
На вершине горы находятся развалины старой крепости. В длину Анакопийская цитадель достигает 83 м, а в ширину – 37 м. Высота стен доходила до пяти метров, а толщина в некоторых местах превышала метр, по состоянию на 2021 год от укреплений остались развалины заросшие зарослями, в хорошем состоянии одна из опорных башен западной стороны крепости (в центре башни находятся сохранившие остатки колонны). В 736-737 годах у стен крепости произошло Анакопийское сражение.
На вершине горы находится Анакопийская церковь Феодора Тирона заложенная в  VI—VII веках. Церковь представляет собой небольшое открытое каменное сооружение, обнесенное остатками некогда существовавших зданий. 
На самой вершине горы, рядом с храмом находится колодец. 